# Station Wieżyca
Station Wieżyca is een spoorwegstation in de Poolse plaats Wieżyca en ligt aan de voet van de berg / moreneheuvel van de Wieżyca in het heuvelgebied Góry Szymbarskie/Kajoebische Zwitserland, de bredere regio Kasjoebisch Zwitserland en het nabij gelegen merenplateau.